# Vzácné zeminy
Prvky vzácných zemin (kovy vzácných zemin, vzácné zeminy, 3. skupina periodické tabulky prvků) je skupina 17 prvků, kterou tvoří skandium, yttrium a všechny lanthanoidy. Název není úplně správný, neboť tyto prvky se nevyskytují vzácně, ale spíše rozptýleně. Získání vzácných zemin v použitelné čistotě tak vyžaduje zpracování obrovského množství surové rudy s velkými náklady.
Prvními objevenými vzácnými zeminami v roce 1787 ve Švédsku byly yttrium a gadolinium. Anglický vědec Henry Moseley (1887-1915) určil přesný počet lanthanoidů na 15 a předpověděl objev prvku s atomovým číslem 61. Jednalo se o promethium, které bylo popsáno až v roce 1947.
Sloučeniny obsahující vzácné zeminy mají v současné době obrovské využití. Používají se v elektrických a elektronických součástkách, laserech, sklech, magnetických materiálech a při nejrůznějších průmyslových procesech.

## Vlastnosti
- Všechny prvky této skupiny mají obdobné fyzikální vlastnosti - jsou to měkké kovy stříbřité barvy s výbornými magnetickými vlastnostmi.
- Patří mezi přechodné kovy, jsou elektropozitivní a vytvářejí sloučeniny v oxidačním čísle III.
- Jejich sloučeniny nejsou barevné ani paramagnetické, čímž se odlišují od ostatních přechodných kovů.
- Ve vodě rozpustné sloučeniny těchto kovů jsou mírně až středně toxické.
- Všechny izotopy promethia jsou radioaktivní a nevyskytují se přirozeně v zemské kůře, s výjimkou stopového množství generovaného spontánním štěpením uranu-238.

## Seznam prvků vzácných zemin
| Atomové číslo | Symbol | Název      | Etymologie |
| ------------- | ------ | ---------- | --- |
| 21            | Sc     | Skandium   | Podle Skandinávie, kde bylo objeveno.                                                                                 |
| 39            | Y      | Yttrium    | Podle vesnice Ytterby ve Švédsku, kde byla objevena první ruda vzácných zemin.                                        |
| 57            | La     | Lanthan    | Z řeckého lanthanein, což znamená být skrytý.                                                                         |
| 58            | Ce     | Cer        | Po trpasličí planetě Ceres, pojmenované po římské bohyni plodnosti a úrody Ceres.                                     |
| 59            | Pr     | Praseodym  | Z řeckého prasios, což znamená pórově zelený, a didymos, což znamená dvojče.                                          |
| 60            | Nd     | Neodym     | Z řeckého neos, což znamená nový, a didymos, což znamená dvojče.                                                      |
| 61            | Pm     | Promethium | Po titánovi Prométheovi, který přinesl oheň smrtelníkům.                                                              |
| 62            | Sm     | Samarium   | Po Vasiliji Samarském-Bychovcovi (1803 – 1870), na počest důlnímu inženýrovi, který přispěl k výzkumu vzácných zemin. |
| 63            | Eu     | Europium   | Po evropském kontinentu.                                                                                              |
| 64            | Gd     | Gadolinium | Po Johanu Gadolinovi (1760 – 1852), na počest jeho výzkumu vzácných zemin.                                            |
| 65            | Tb     | Terbium    | Podle vesnice Ytterby ve Švédsku.                                                                                     |
| 66            | Dy     | Dysprosium | Z řeckého dysprositos, což znamená těžko získat.                                                                      |
| 67            | Ho     | Holmium    | Z latinského Holmia, název pro Stockholm, rodné město jednoho z jeho objevitelů.                                      |
| 68            | Er     | Erbium     | Podle vesnice Ytterby ve Švédsku.                                                                                     |
| 69            | Tm     | Thulium    | Po mytologické severní zemi Thule.                                                                                    |
| 70            | Yb     | Ytterbium  | Podle vesnice Ytterby ve Švédsku.                                                                                     |
| 71            | Lu     | Lutecium   | Z latinského Lutetia, název pro Paříží, rodné město jednoho z jeho objevitelů.                                        |

## Historie

### Objevy v minerálech
- Vzácné zeminy byly objeveny hlavně jako složky minerálů při těžbě hornin již v 18. století.
- Yttrium bylo objeveno v roce 1794 finským chemikem Johanem Gadolinem a poprvé bylo v čisté formě izolováno Friedrichem Wöhlerem roku 1828. Název získalo podle obce Ytterby u Stockholmu, kde geolog Carl Axel Arrhenius nalezl v roce 1787 do té doby neznámý nerost, který poslal Gadolinovi k prozkoumání. Obdobně dostalo název i ytterbium, terbium a erbium.
- Minerál, který Gadolin zkoumal a objevil v něm yttrium, byl v roce 1800 pojmenován gadolinit-(Y). Přípona -(Y) ukazuje na převahu yttria ve sloučenině. Příbuzný minerál je gadolinit-(Ce).
- Také prvek gadolinium a jeho oxid gadolinia byly svými objeviteli pojmenovány po Gadolinovi.
- V roce 1794 byl minerál z Bastnäs nalezený poblíž Riddarhyttanu ve Švédsku, který byl považován za železo-wolframový minerál, prozkoumán Jönsem Jacobem Berzeliem a Wilhelmem Hisingerem. V roce 1803 získali bílý oxid a nazvali ho ceria.
- Martin Heinrich Klaproth nezávisle objevil stejný oxid a nazval ho ochroia.
- Trvalo dalších 30 let, než vědci zjistili, že v rudách s obsahem ceria a yttria jsou další prvky. Bránila tomu podobnost chemických vlastností kovů vzácných zemin, která ztěžovala jejich separaci.
- V roce 1839 Carl Gustav Mosander, asistent Berzelia, oddělil cer zahřátím dusičnanu a rozpuštěním produktu v kyselině dusičné. Oxid rozpustné soli nazval lanthana. Trvalo mu další tři roky, než získal čistý lanthan.
- Mosander se postupně stal objevitelem prvků lanthan (1839), erbium (1843) a terbium (1843). Prvek dávající žlutý peroxid nazval erbium. Prvek dávající růžové soli nazval terbium.
- V roce 1839 byl k dispozici další zdroj vzácných zemin. Jednalo se o minerál podobný gadolinu nazývaný uranotantalum. Nyní je nazývaný samarskit a je to radioaktivní minerální řada vzácných zemin, například samarskite-(Y) a samarskit-(Yb). Minerál obsahuje oxidy směsi prvků, jako je yttrium, ytterbium, železo, uran, thorium, vápník, niob a tantal. Tento minerál z Miass v jižním pohoří Ural byl zdokumentován Gustavem Rosem.
- V roce 1842 dosáhl počet známých prvků vzácných zemin šesti: yttrium, cer, lanthan, dysprosium, erbium a terbium.

### Objevy pomocí spektroskopie
- V roce 1879 švýcarský chemik Marc Delafontaine použil nový fyzikální proces optické plamenové spektroskopie a objevil několik nových spektrálních čar v tehdy známém minerálu didym. Nyní víme, že to byla směs praseodymu a neodymu.
- V roce 1879 Paul Émile Lecoq de Boisbaudran izoloval nový prvek samarium z minerálu samarskit.
- V roce 1886 oddělil samarium Lecoqem de Boisbaudran a podobný výsledek získal Jean Charles Galissard de Marignac přímou izolací z samarskitu.
- Mezi lety 1886 a 1901 přinesla spektroskopická analýza samaria, yttria a samarskitu Williamem Crookesem, Lecoqem de Boisbaudranem a Eugène-Anatole Demarçayem několik nových spektrálních čar, které naznačovaly existenci neznámého prvku. Frakční krystalizací oxidů pak v roce 1901 bylo objeveno europium.
- Začátkem 20. století byl přesný počet prvků vzácných zemin velmi nejasný a maximální počet byl odhadnut na 25. Použití rentgenových spekter získaných pomocí nové metody rentgenové krystalografie Henrym Gwynem Jeffreysem Moseleym umožnilo přiřadit prvkům atomová čísla. Moseley zjistil, že přesný počet lanthanoidů musí být 15. Předpověděl tak objev prvku s atomovým číslem 61. Jednalo se o promethium, radioaktivní prvek, jehož nejstabilnější izotop má poločas rozpadu pouhých 18 let.

## Výskyt a separace

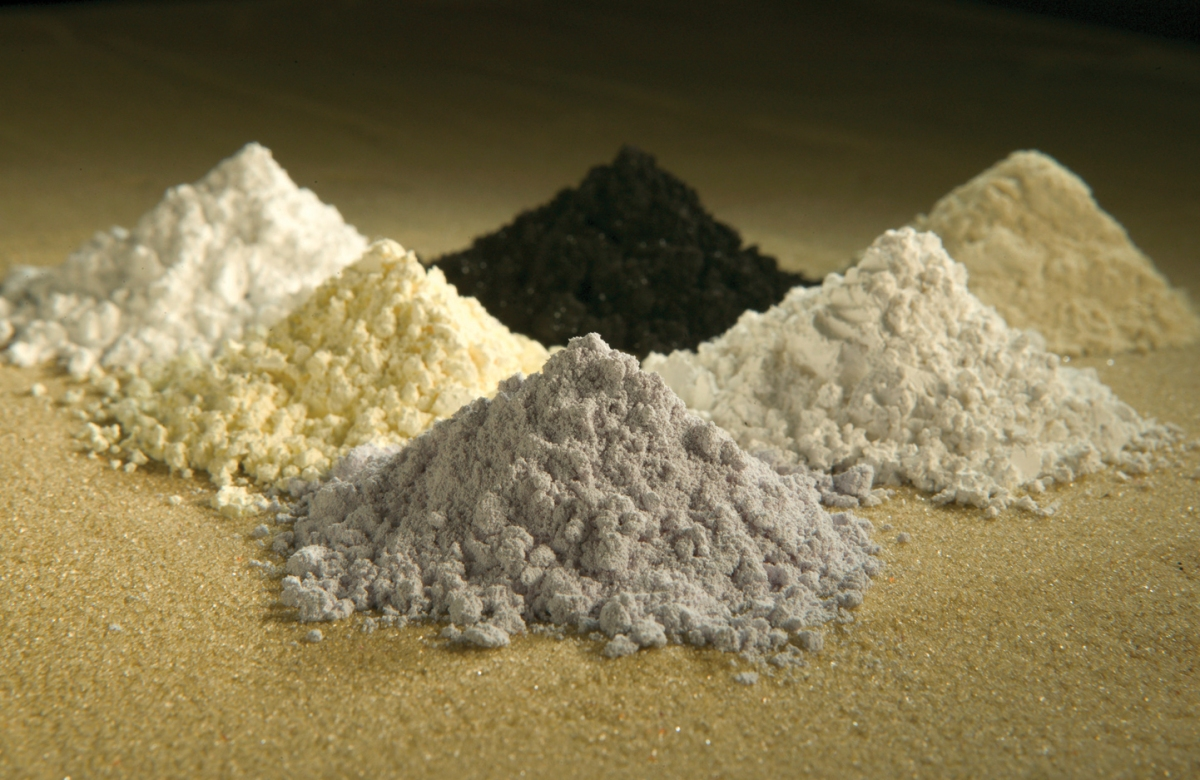
Oxidy vzácných zemin. Černá hromádka uprostřed je praseodym, dále po směru hodinových ručiček cer, lanthan, neodym, samarium a gadolinium.

- Oxidy vzácných zemin. Černá hromádka uprostřed je praseodym, dále po směru hodinových ručiček cer, lanthan, neodym, samarium a gadolinium.Hlavními zdroji prvků vzácných zemin jsou minerály bastnäsit (RCO3F, kde R je směs prvků vzácných zemin), monazit (XPO4, kde X je směs prvků vzácných zemin a někdy thoria) a loparit ((Ce, Na, Ca) (Ti, Nb) O3) a lateritické iontové adsorpční jíly.
- Navzdory vysokému relativnímu množství výskytu se minerály vzácných zemin těží obtížněji než jiné přechodné kovy. Je to především kvůli podobnosti jejich chemických vlastností a rozptýlenosti. To činí prvky vzácných zemin relativně drahými.
- Jejich průmyslové využití bylo velmi omezené, dokud nebyly vyvinuty účinné separační techniky.
- V roce 1940 během projektu Manhattan ve Spojených státech vyvinul Frank Spedding a další vědci chemické iontoměničové metody pro separaci a čištění prvků vzácných zemin. Tyto metody byly poprvé použity pro separaci plutonia-239 a neptunia z uranu, thoria, aktinia a dalších aktinidů v materiálech vyráběných v jaderných reaktorech. Plutonium-239 bylo velmi žádoucí, protože je to štěpný materiál.
- Na přelomu let 1950 a 1960 vznikly další účinné metody separace jako je iontová výměna, frakční krystalizace a extrakce kapalina-kapalina.

## Těžba
Za vzácné jsou označovány nikoli proto, že by jich bylo málo v absolutních číslech (cer je v zemské kůře zastoupen zhruba stejně jako měď), ale že se málokdy vyskytují v takových koncentracích, aby se vyplatila těžba. Ta navíc představuje velkou zátěž pro životní prostředí, neboť kovy se dají z rudy dostat pouze loužením v silné kyselině. 
Původně se těžily v Mountain Pass (Kalifornie), v současnosti je největším dodavatelem Čína, která provozuje důl Bajan Obo (provincie Vnitřní Mongolsko). Závislost trhu s touto strategickou surovinou na čínské produkci vede k hledání nových ložisek, jako je Grónsko, Austrálie nebo mořské dno u ostrova Minami Torišima.

## Využití

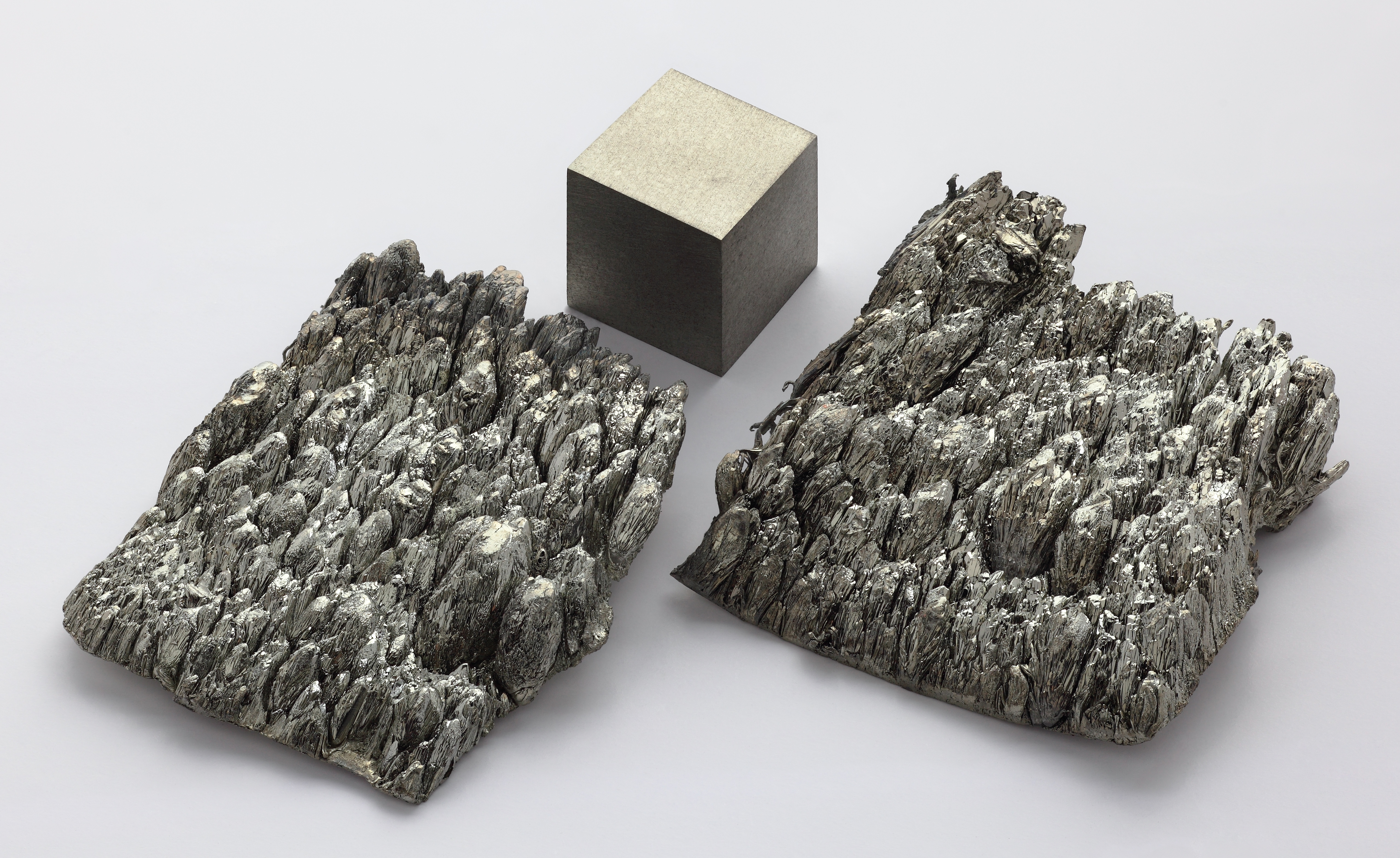
Skandium

- SkandiumPrvky vzácných zemin se v současnosti používají především v elektrotechnice, proto je po nich stále větší poptávka.
- Skandium - lehké slitiny hliníku a skandia pro letecké součásti, přísady do halogenidových výbojek a rtuťových výbojek, radioaktivní sledovací činidlo v ropných rafinériích.

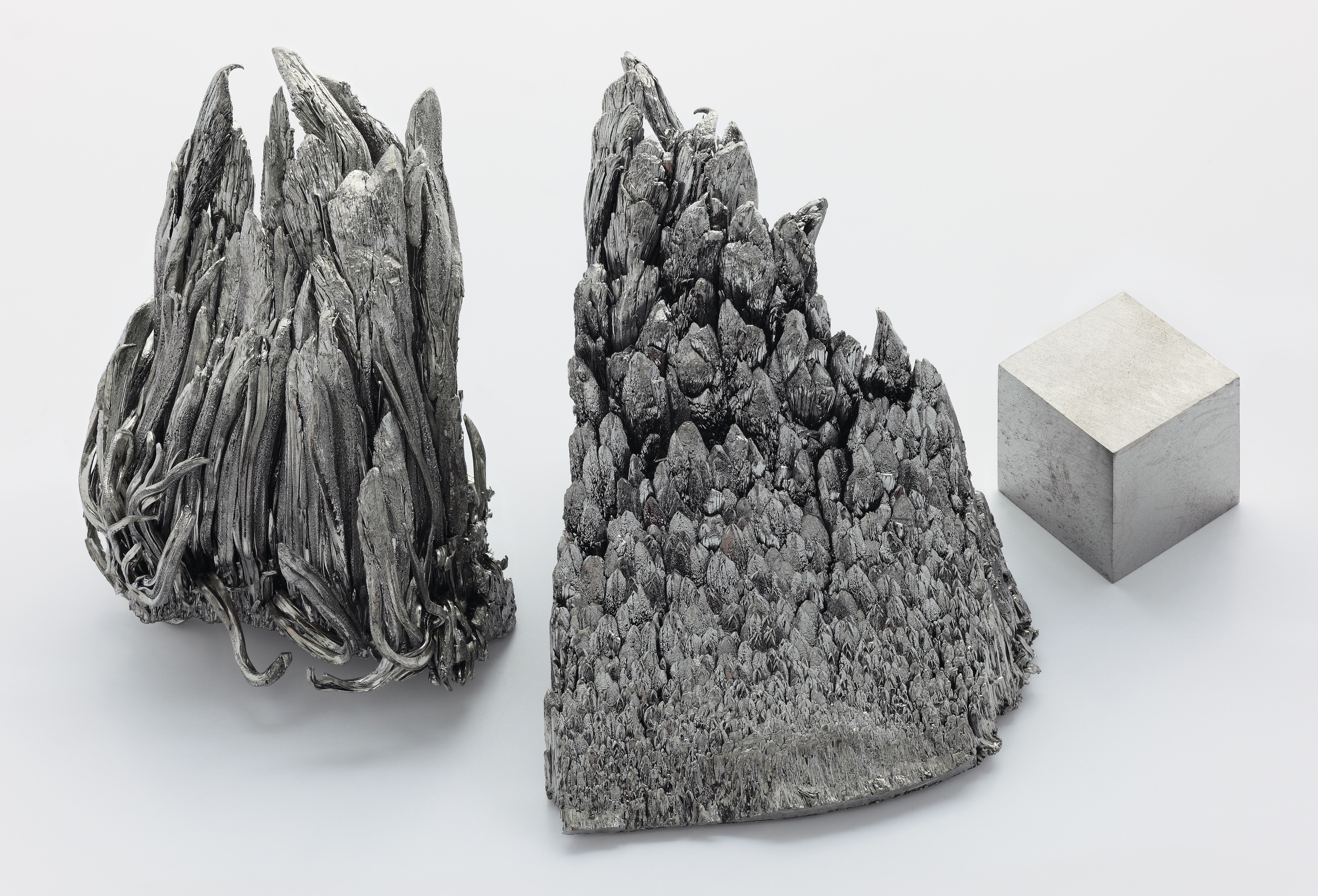
Yttrium

- YttriumYttrium - vysokoteplotní supravodiče (YBCO), yttriem-stabilizované zirkony (YSZ) používané v zubních korunkách, žáruvzdorné kovové slitiny používané v proudových motorech a turbínách, jako keramický elektrolyt, jako přísady (do oceli, hliníku a hořčíkových slitin), refrakční čočky v dalekohledech a fotoaparátech (kvůli vysokému indexu lomu a velmi nízké tepelné roztažnosti), bateriové katody (LYP), šperky (vynikající svou tvrdostí a optickými vlastnostmi).

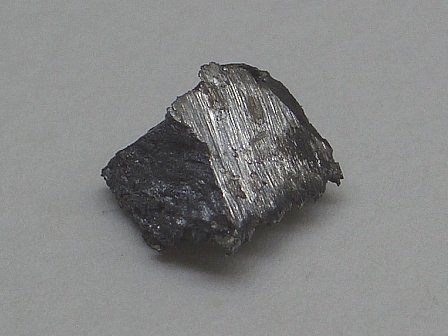
Lanthan

- LanthanLanthan - sklo s vysokým indexem lomu a alkalickými vlastnostmi, při skladování vodíku, bateriové elektrody, objektivy kamer a refrakčních dalekohledů, fluidní katalytický krakovací katalyzátor pro ropné rafinérie.

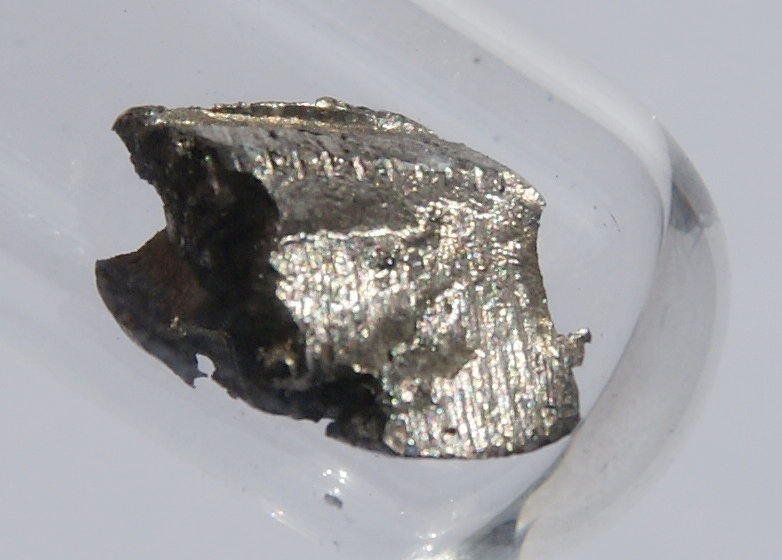
Cer

- CerCer - chemické oxidační činidlo, lešticí prášek, žluté barvy ve skle a keramice, katalyzátor pro samočisticí pece, katalyzátor fluidního katalytického krakování pro ropné rafinérie, feroceriové kamínky pro zapalovačů, robustní vnitřně hydrofobní povlaky pro lopatky turbín.
- Praseodym - magnety vzácných zemin, lasery, materiál jádra pro osvětlení uhlíkovým obloukem, barviva ve sklech a emailech, přísady do didymového skla používaného ve svařovacích brýlích, výrobky z feroceria firesteel (pazourek), optické zesilovače jako doplněk fluoridového skla.

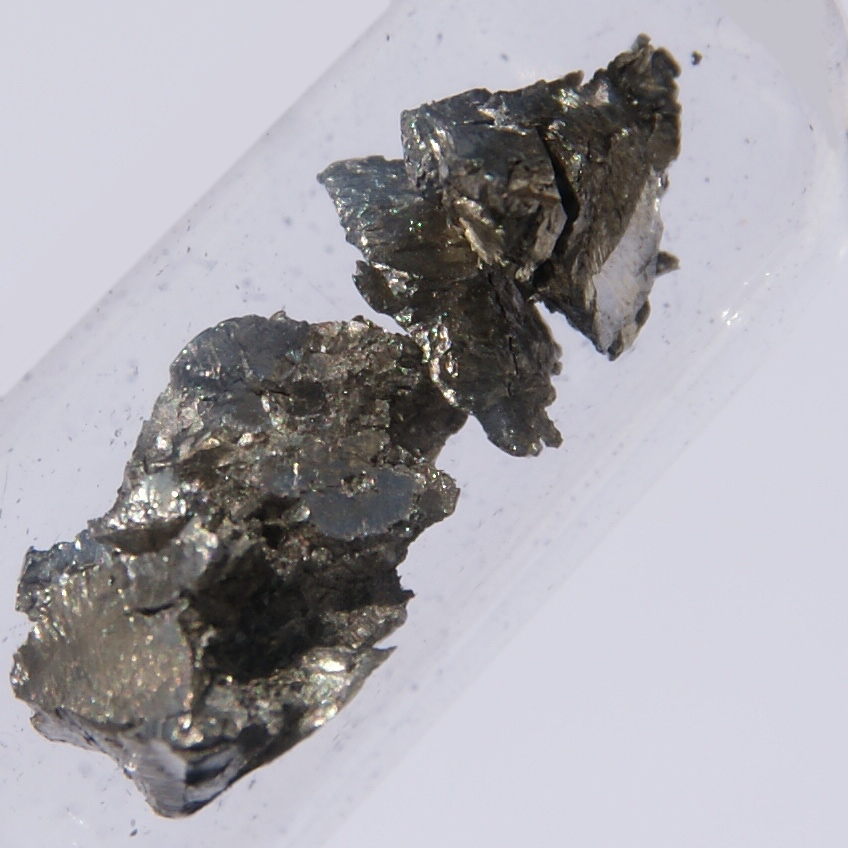
Praseodym

- PraseodymNeodym - magnety vzácných zemin, lasery, fialové barvy ve skle a keramice, didymové sklo, keramické kondenzátory, elektromotory v elektrických automobilech.
- Promethium - jaderné baterie, svítící barvy.
- Samarium - magnety vzácných zemin, lasery, záchyt neutronů, masery, regulační tyče jaderných reaktorů.
- Europium - červené a modré luminofory, lasery, rtuťové výbojky, zářivky, relaxační látka NMR.

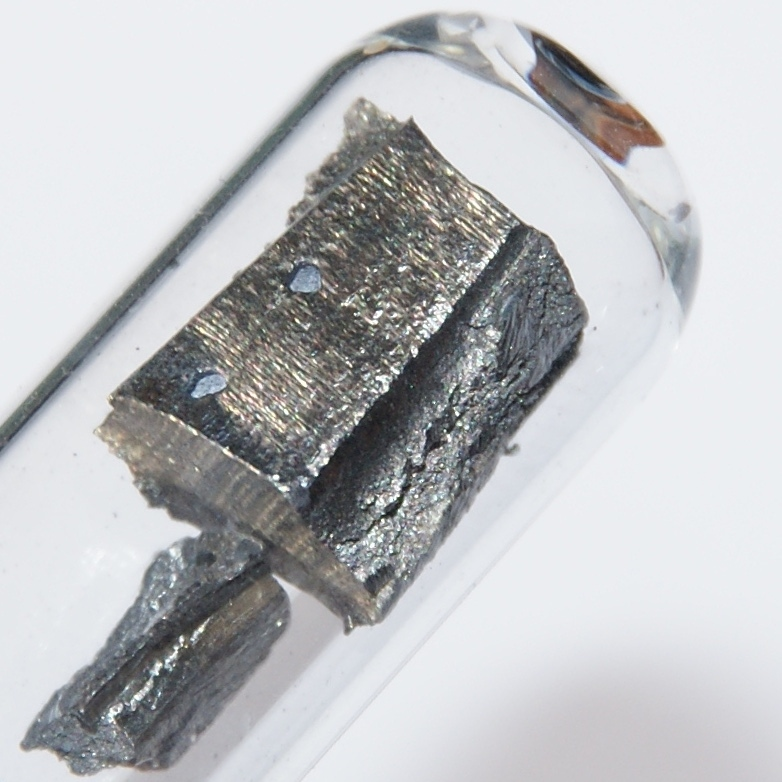
Neodym

- NeodymGadolinium - sklo nebo granáty s vysokým indexem lomu, lasery, rentgenové trubice, počítačové bublinové paměti, záchyt neutronů, kontrastní látka MRI, relaxační činidlo NMR, přísada do oceli a slitin chromu, magnetické chlazení (s využitím významného magnetokalorického jevu), scintilační detektory pozitronové emisní tomografie, substrát pro magnetooptické filmy, vysoký výkon vysokoteplotní supravodiče, keramický elektrolyt používaný v palivových článcích s pevnými oxidy, detektory kyslíku, případně při katalytické přeměně automobilových výparů.

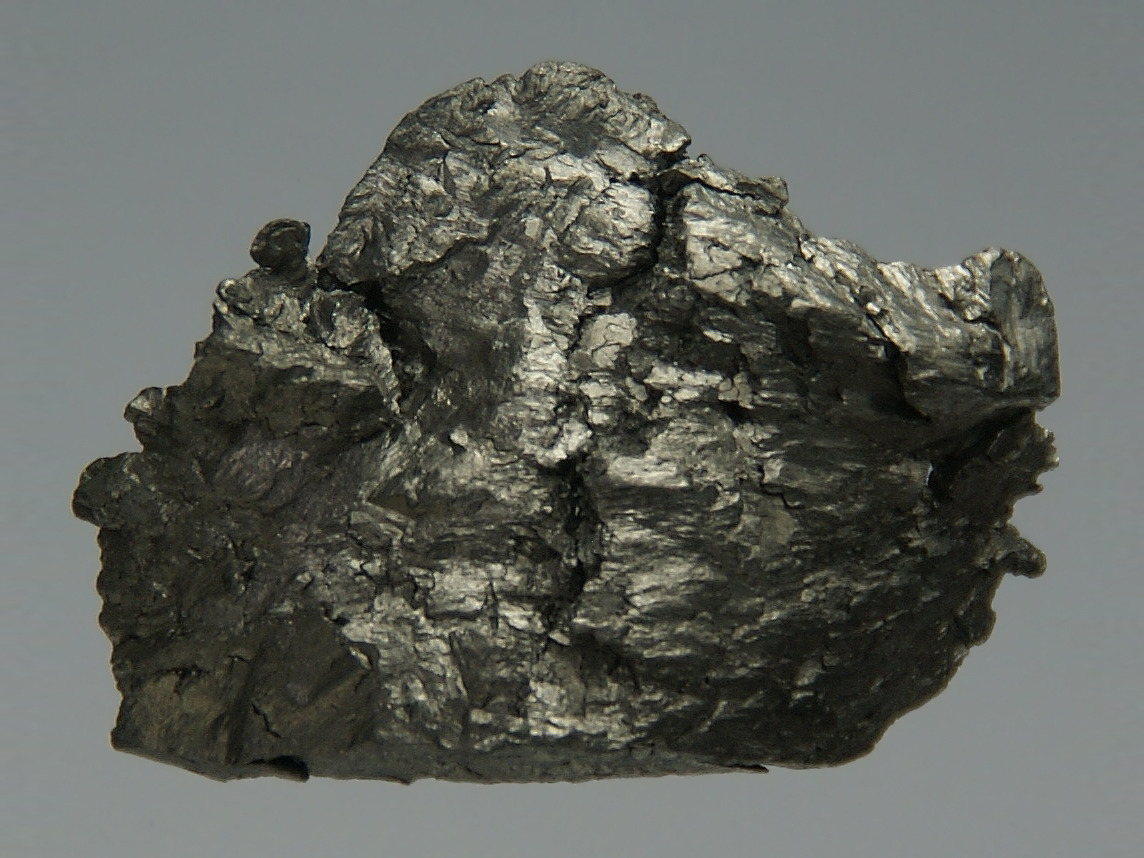
Gadolinium

- GadoliniumTerbium - aditivum do magnetů na bázi neodymu, zelené luminofory, lasery, zářivky (jako součást bílého tripásmového fosforového povlaku), magnetostrikční slitiny (terfenol-D), námořní sonarové systémy, stabilizátorů palivových článků.
- Dysprosium - aditivum do magnetů, lasery, magnetostrikční slitiny (terfenol-D), pevné disky na bázi neodymu.
- Holmium - lasery, standardy pro kalibraci vlnových délek pro optické spektrofotometry, magnety.

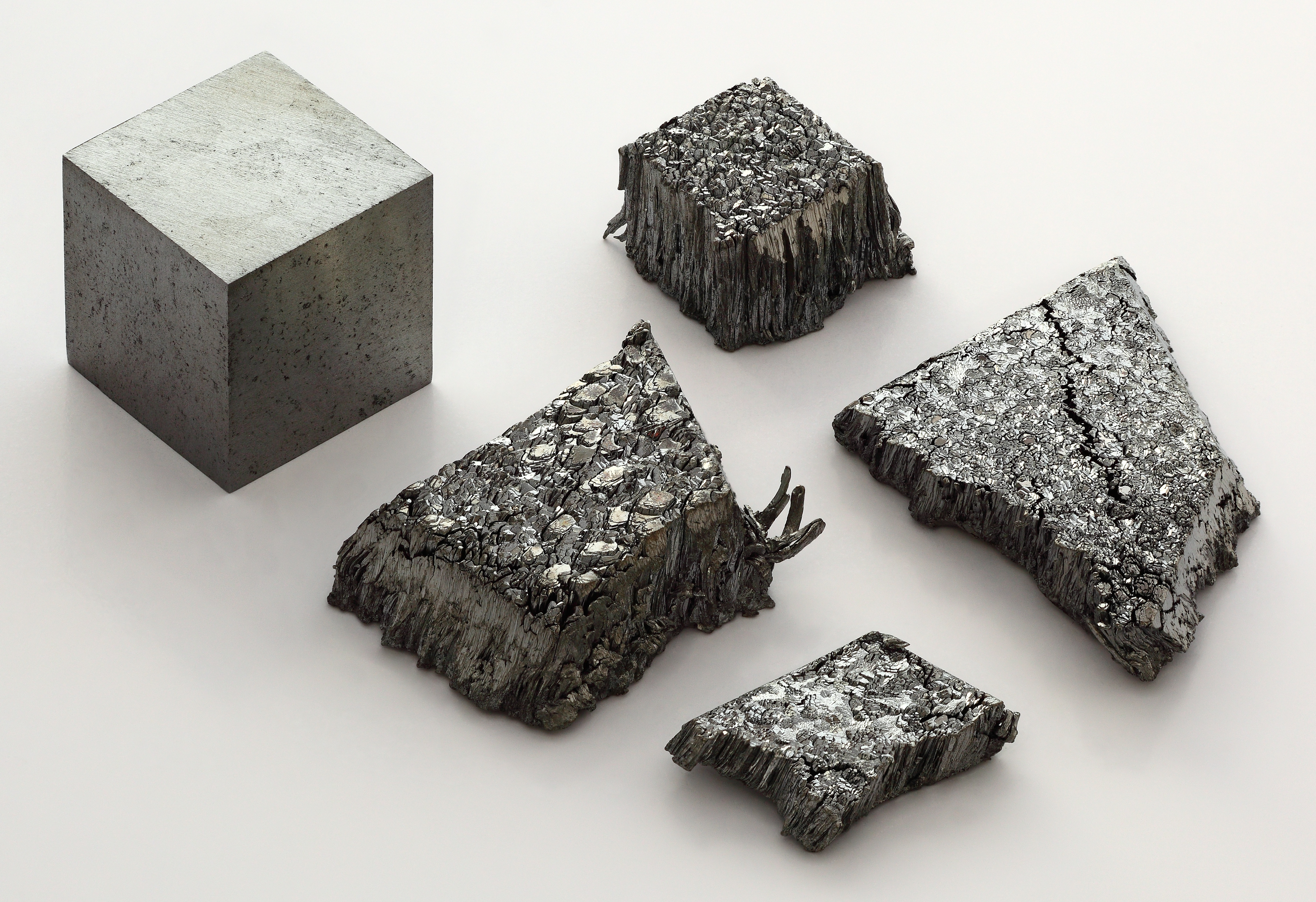
Lutecium

- LuteciumErbium - infračervené lasery, vanadová ocel, technologie optických vláken.
- Thulium - přenosné rentgenové přístroje, metalhalogenidové výbojky, lasery.
- Ytterbium - infračervené lasery, chemické redukční činidlo, klamné světlice, nerezová ocel, tenzometry, nukleární medicína, monitorování zemětřesení.
- Lutecium - pozitronová emisní tomografie, sklo s vysokým indexem lomu, tantaličnan lutecitý (LuTaO4) - matrice pro luminofory, katalyzátor používaný v rafineriích, LED[1].